# Ecuación de la desdoblada

La ecuación de la recta tangente a una circunferencia en uno de sus puntos recibe el nombre de '"ecuación de la desdoblada'". Tal nombre obedece a que si se parte la circunferencia por cualquier otro punto y se endereza o desdobla la línea curva hasta hacerla recta, resultará la recta tangente antes mencionada.

En matemáticas, la ecuación de la desdoblada es la ecuación de la recta tangente a una circunferencia que pasa por uno de los puntos de dicha circunferencia.

## Ecuación de la desdoblada de una circunferencia
Sea una circunferencia C de centro {\displaystyle O=(\alpha ,\beta )} y radio {\displaystyle r} de ecuación:
{\displaystyle (x-\alpha )^{2}+(y-\beta )^{2}=r^{2}}
que también puede expresarse en la forma 
{\displaystyle x^{2}+y^{2}-2\alpha x-2\beta y+\gamma =0}
donde {\displaystyle \gamma =\alpha ^{2}+\beta ^{2}-r^{2}}.
Sea {\displaystyle P(x_{P},y_{P})} un punto perteneciente a dicha circunferencia.
La ecuación de la recta tangente a la circunferencia que pasa por dicho punto será perpendicular al radio que pasa por P, y se puede demostrar que su ecuación es:
{\displaystyle (x_{P}-\alpha )x+(y_{P}-\beta )y=\alpha x_{P}+\beta y_{P}-\gamma }
| Demostración |
| La ecuación de la recta tangente por {\displaystyle (x_{P},y_{P})} será {\displaystyle y-y_{P}=m(x-x_{P})} El problema se reduce a encontrar la pendiente m tal que la recta resultante sea perpendicular al radio que pasa por P. Una vez obtenida la pendiente {\displaystyle m_{R}} de la recta {\displaystyle {\overline {OR}}}, la pendiente buscada será {\displaystyle m=-1/m_{R}}. Las coordenadas del centro O de la circunferencia son {\displaystyle (\alpha ,\beta )}. Por tanto {\displaystyle m_{R}={\frac {y_{P}-\beta }{x_{P}-\alpha }}}, y {\displaystyle m=-{\frac {x_{P}-\alpha }{y_{P}-\beta }}} luego {\displaystyle y-y_{P}=-{\frac {x_{P}-\alpha }{y_{P}-\beta }}(x-x_{P})} reordenando términos: {\displaystyle (x_{P}-\alpha )(x-x_{P})+(y-y_{P})(y_{P}-\beta )=0} (1){\displaystyle (x_{P}-\alpha )x+(y_{P}-\beta )y=x_{P}^{2}+y_{P}^{2}-\alpha x_{P}-\beta y_{P}} dado que el punto P pertenece a la circunferencia, satisface su ecuación, luego {\displaystyle x_{P}^{2}+y_{P}^{2}-\alpha x_{P}-\beta y_{P}=\alpha x_{P}+\beta y_{P}-\gamma } sustituyendo en (1) (2){\displaystyle (x_{P}-\alpha )x+(y_{P}-\beta )y=\alpha x_{P}+\beta y_{P}-\gamma } |

### Ejemplo
La circunferencia {\displaystyle x^{2}+y^{2}-4x+8y-33=0} pasa por el punto P = (4, 3). La ecuación de la recta tangente a dicha circunferencia que pasa por el punto dado P es:
{\displaystyle (4-2)x+(3+4)y=2\cdot 4-4\cdot 3+33}
{\displaystyle 2x+7y=29}